# Sasaram
Sasaram també apareix com Sahasram, Sassaram, Sasiram, Sahsaram (en hindi सासाराम i en urdú ساسارام) és una ciutat i municipi del Bihar, avui capital del districte de Rohtas, i abans del districte de Shahdabad, amb una població de 131.042 (2001). És famosa per haver estat el feu militar de Xer-Xah Surí. A l'est de la vila hi ha una cova budista. El principal atractiu és el grup de tombes reials on hi ha la de Shir Shah, el seu pare Hasan Suri i el seu fill Salim Shah a més de l'arquitecte Alawal Khan.